# Mortaio di Mallet
Il mortaio di Mallet fu un mortaio da assedio sviluppato e costruito in Gran Bretagna per essere utilizzato durante la guerra di Crimea. Tuttavia, non entrò mai in servizio e fu usato solo per effettuare tiri di prova.

## Storia e descrizione tecnica
Il mortaio venne progettato da Robert Mallet. Venne costruito in sezioni, in modo da renderne possibile il trasporto.
Robert Mallet presentò per la prima volta il suo progetto in pubblico nel 1854. Tuttavia, l'interessamento delle autorità rimase molto scarso fino a quando Mallet non scrisse al Primo Ministro Lord Palmerston nel marzo 1855. Questi venne colpito dall'idea, ed incaricò il Board of Ordnance di predisporre le necessarie risorse per realizzare due mortai sulla base del progetto di Mallet..
La Thames Ironworks and Shipbuilding Company si aggiudicò il contratto di costruzione, alla cifra di 4.300 sterline ad esemplare. Tuttavia, la bancarotta della società portò alla divisione di questa commessa fra tre aziende, che riuscirono a consegnare le due armi nel maggio 1857.
I test iniziarono il 19 ottobre dello stesso anno, e proseguirono il 18 dicembre ed il 21-28 luglio dell'anno successivo Tutti i test furono interrotti a causa di danni riportati dal mortaio.. Complessivamente, vennero effettuati un totale di 19 tiri, con una celerità di circa 4 proiettili l'ora. Il peso dei proiettili era compreso tra le 2.352 e le 2.940 libbre (rispettivamente, 1.067 e 1.334 kg). La massima gittata raggiunta fu di 2.759 iarde (pari a 2.523 m) utilizzando una carica di 80 libbre. Il proiettile in quell'occasione rimase in volo per 23 secondi.

## I mortai oggi
I due mortai costruiti sono ancora esistenti. L'esemplare utilizzato per i test è conservato presso la base della Royal Artillery a Woolwich, mentre l'altro (mai utilizzato per le prove a fuoco) è a Fort Nelson, vicino a Portsmouth, presso il Royal Armouries..